# 横田溝口家
横田溝口家（よこたみぞぐちけ）は、新発田藩溝口家の分家。旗本交代寄合。切梅溝口家とも言う。知行は5000石。

## 概要
新発田藩2代藩主溝口宣勝の二男溝口宣秋が父の遺領から6000石を分知されて成立した。2代溝口宣就の時、采地を稟米に改め、後には陸奥国岩瀬郡に知行を得て、陸奥国横田（現在の須賀川市横田）に陣屋を置いた。代々5000石を知行した。
屋敷は一口坂沿いに所在した。現在の住所で言えば、千代田区九段北4丁目1番である。敷地は1672坪あり、現在の靖国通り側に門があった。現在はいくつかの建物に分割されており、屋敷があった面影はない。
墓所は本家である新発田藩と同じ吉祥寺。なお、墓碑は1931年（昭和6年）に合葬され、現在江戸期の墓石は初代宣秋夫妻の2基だけ残る。

## 参考
- http://www.hb.pei.jp/shiro/mutsu/yokota-jinya/
- http://kakei-joukaku.la.coocan.jp/Japan/koutai/mizoguti.htm